# Tales of Symphonia Chronicles
Tales of Symphonia Chronicles (テイルズ オブ シンフォニア ユニゾナントパック?), conocido en Japón como Tales of Symphonia: Unisonant Pack, es una remasterización en HD de los dos juegos de la saga Symphonia,  el Tales of Symphonia original (GameCube, PS2) y Tales of Symphonia: Knight of Ratatosk -Tales of Symphonia: Dawn of the New World en Occidente- (Wii), con motivo del décimo aniversario de la salida del primer título de la misma. Se pondrá a la venta el 10 de octubre en Japón y a principios del próximo año (2014) en Occidente.

## Sinopsis
Tales of Symphonia
Quinto entre los títulos estandartes de la franquicia Tales of, Tales of Symphonia es “el RPG que resonará contigo”. Salió a la venta en Game Cube en 2003 y posteriormente revisado en la versión de PlayStation 2 un año después. Haciendo uso del nuevo sistema Multi Line Linear Motion Battle System, el juego nos cuenta la historia de Lloyd Irving, un chico que emprenderá una larga peregrinación junto a su compañera de clase Colette, la Elegida, por todo el mundo: el llamado “Viaje de la Regeneración del Mundo”.
Tales of Symphonia: Knight of Ratatosk/Dawn of the New World
La secuela directa de Tales of Symphonia no está considerado uno de los títulos estandartes de la saga y, haciendo uso de Flex Range Element Enhanced Linear Motion Battle System, salió en Nintendo Wii en 2008 (en occidente tenía el subtítulo de ‛Dawn of the New World’). Emil Castagnier es el protagonista de este “RPG para creer en los corazones que resuenan”, un joven que sobrevivió a la masacre de Palmacosta que se dice que fue obra de Lloyd Irving. Emil es cobarde pero su odio hacia Lloyd y el deseo de proteger a Marta Lualdi, una altiva chica que viaja para establecer un pacto con los Centuriones, le harán convertirse en el Caballero de Ratatosk y luchar por evitar una guerra entre Sylvarant y Tethe’alla en el ahora reunificado mundo.

## Desarrollo
Durante el Tales of Festival 2013, Hideo Baba desvelaba por primera vez la existencia de la remasterización en alta definición, y para PlayStation 3, de Tales of Symphonia Chronicles (Tales of Symphonia: Unisonant Pack en Japón), que recoge las versiones remozadas de Tales of Symphonia y Tales of Symphonia: Dawn of the New World. Esta incluirá jugosas novedades, como trajes de Tales of the Abyss de Lloyd y Genius -Genis- en España y nuevas animaciones para los especiales.
Además, la artista Misono hará nuevos arreglos de los temas vocales para los temas de OP de ambos juegos, Starry Heavens (Cube), Soshite boku ni dekiru koto (PS2) y Ninin sankyaku.
Mediante un vídeo, el propio Hideo Baba confirmó que el juego llegaría a Occidente a comienzos de 2014.

## Ediciones
Habrá una edición especial de la tienda LalaBit que incluirá figuritas de los personajes por 9.980 yenes y los que reserven el juego se podrán hacer con la 10th Anniversary Greeting Card, que incluirá una ilustración conmemorativa hecha para la ocasión por ufotable, dedicatorias de Katsuyuki Konishi (Lloyd) y Hiro Shimono (Emil) y un tema especial para la PlayStation 3, entre otros. LalaBit ya ha puesto el pack para reservar en su web, que incluirá las cinco figuras Kyun Chara de Lloyd, Collet, Emil, Marta y Tenebrae, la caja con la ilustración del estudio de animación ufotable y una novela titulada Tales of Symphonia: Kibou wo sugu mono (テイルズ オブ シンフォニア 希望を継ぐモノ), Tales of Symphonia: Aquellos que legaron la esperanza y, presumiblemente, narrará los hechos entre ambos juegos.